# Новоолександрівський парк
Новоолекса́ндрівський парк — міський парк у Мелітополі (Запорізька область, Україна), пам'ятка садово-паркової архітектури. Парк цікавий різноманіттям дерев, що у ньому ростуть, численними атракціонами й «Поляною Казок». Традиційне місце відпочинку й дозвілля багатьох мешканців і гостей міста, відіграє важливу роль у культурному житті міста.

## Розташування

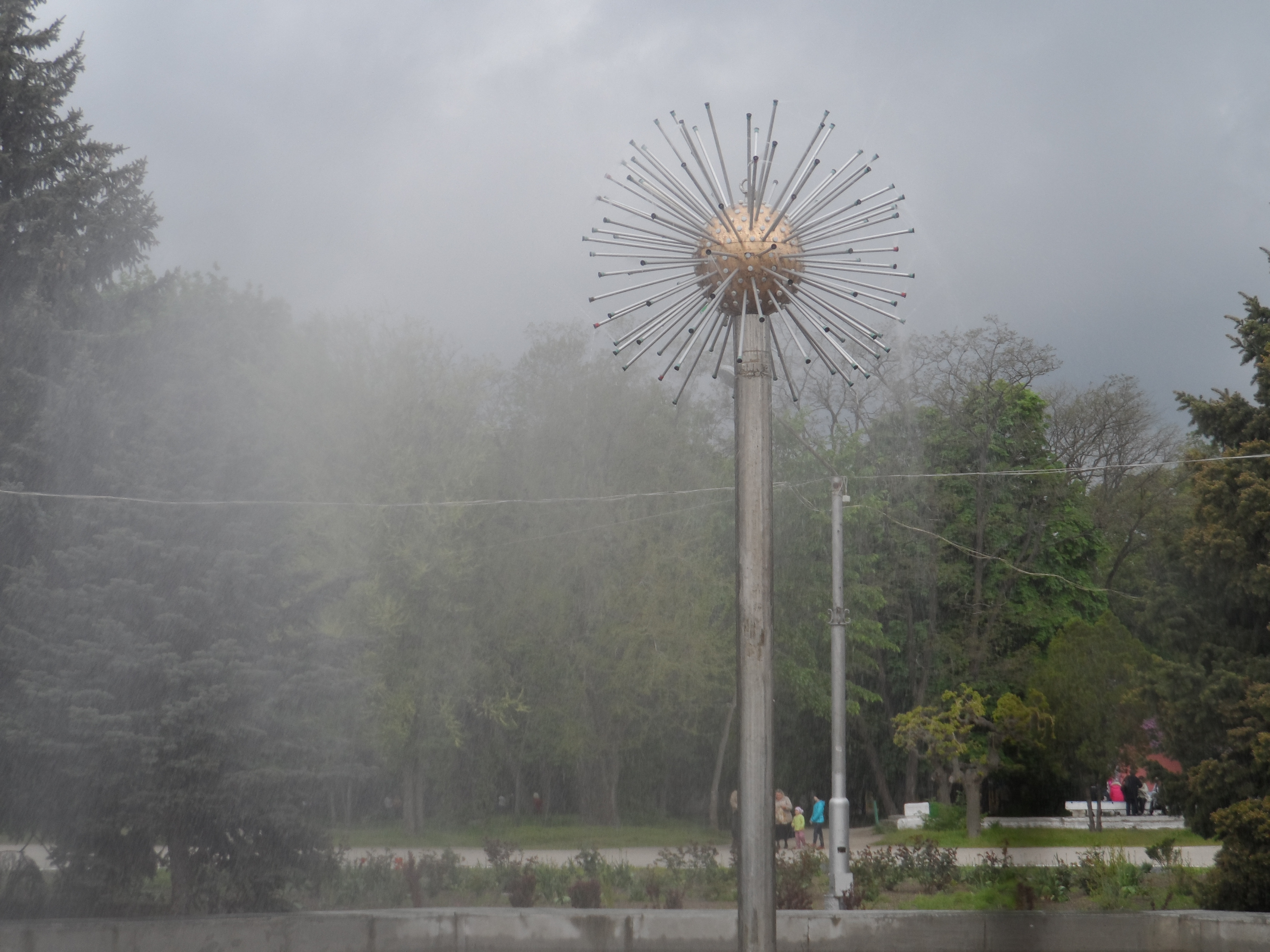
Фонтан на центральній алеї

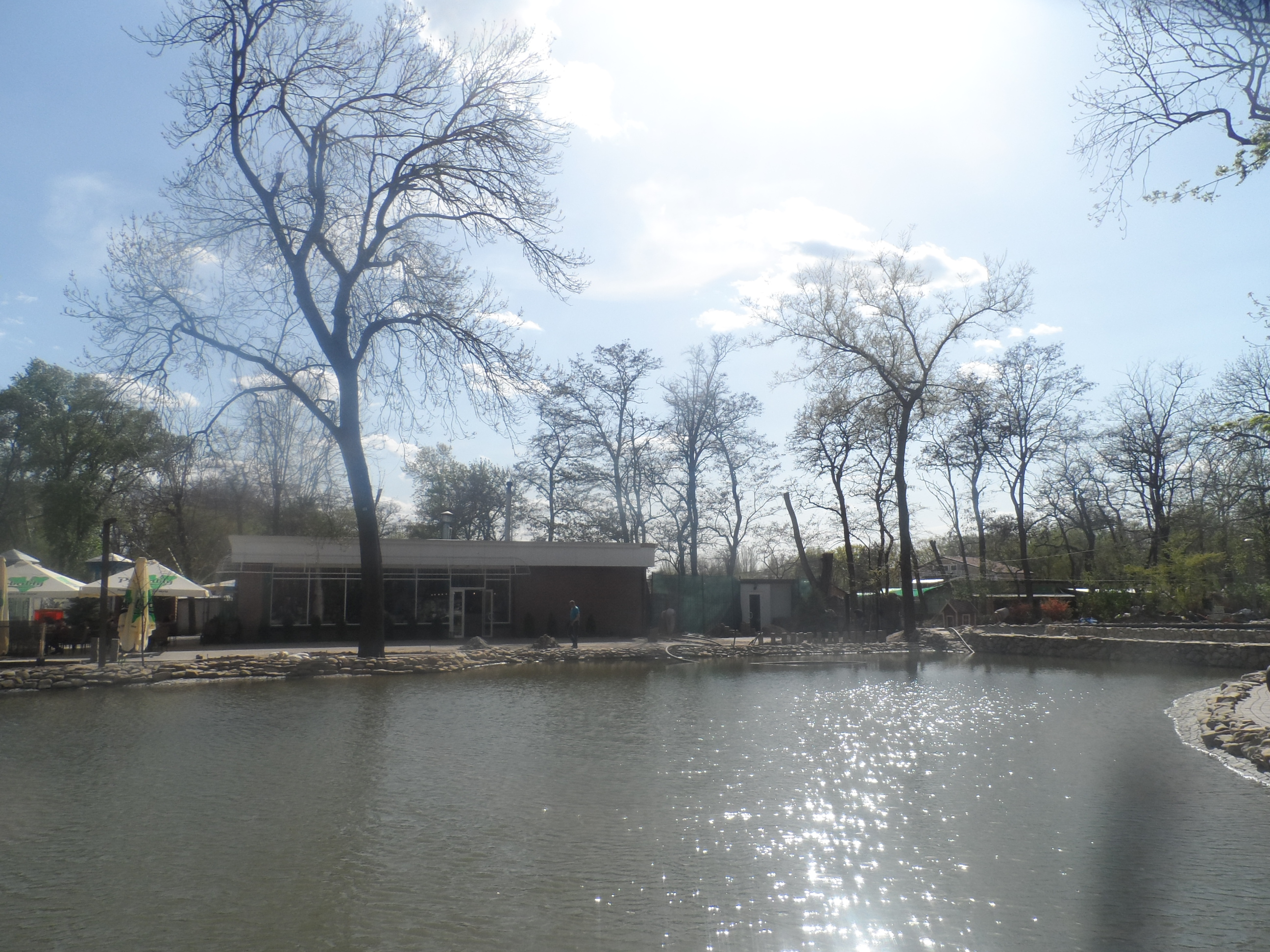
Озеро в парку

Парк межує з проспектом Богдана Хмельницького, вулицею Героїв України, вулицею Івана Алексєєва та житловим масивом по вулиці Шмідта. У східній частині парку знаходиться Мелітопольська районна лікарня, у південно-західній частині — стадіон «Спартак» імені Олега Олексенко, у північно-західній частині — Мелітопольська гімназія № 10.

## Історія

### Заснування парку
У 1920-х роках в Мелітополі вже був міський сад біля Молочної річки, чинний ще з дореволюційних часів, однак для міста, що зростало, зона відпочинку стала недостатньою. Головний лісничий Старобердянського лісництва Іван Алексєєв склав проєкт нового міського парку, який почали створювати 1926 року, коли місто відвідав перший секретар Дніпропетровського обкому Мендель Хатаєвич (тоді Мелітополь входив до складу Дніпропетровської області).
|                                               | На 22:00 до будівлі міського комітету партії (нині — будинок музею по вул. К. Маркса) були викликані керівники всіх підприємств міста. Хатаєвич у наказовому порядку поставив перед ними конкретне завдання: в стислий термін, на порожній землі за прикордонною Межовою вулицею створити парк культури і відпочинку. О 24:00 керівники підприємств з отриманими завданнями відбули не додому, а на свої робочі місця. О 08:00 годині наступного дня будівельні і монтажні роботи були розгорнуті по всьому фронту майбутнього парку. |
| — С. І. Бензик, директор заводу імені Мікояна | |

Закладати парк розпочали 1926 року, після виділення 3,5 га землі, а будівництво розпочали 1927 року. Ініціатором проєкту та керівником робіт був старший лісничий Старобердянського лісництва Іван Алєксєєв. Пустир перекопували вручну. Спочатку площа споруджуваного парку становила 3,5 га, потім її збільшили до 7 га. Воду звозили з великого ставка міського саду і з лікарні в дерев'яних бочках, оскільки водопровід у місті був відсутній. Саджанці, які надав Іван Алексєєв, звозили зі Старобердянського лісництва двома тракторними причепами, а декоративні та цінні породи дерев вирощував особисто Алєксєєв. До земляних робіт (землю скопували вручну) долучалися всі працівники заводів та фабрик. Парк був відкритий через півроку після початку робіт, у 1927 році. Спочатку йому було присвоєно ім'я М. М. Хатаєвича. Площа парку зросла до 7 га, через деякий час її розширили до 27 га.

### У 1930—1940-х роках
У 1930-х роках парк був огороджений периметром кованою огорожею на цегельному фундаменті. За спогадами старожилів міста, ця огорожа належала колишньому кам'яному собору Олександра Невського на Базарній площі. З кованої огорожі вирубали хрести, а ґратами обнесли міський парк. Центральний вхід знаходився на Межовій вулиці. Перед ним розташовувалися сходинки. Вхід складався з трьох аркових воріт з червоної цегли, які були значно вищі від огорожі, і декількох проходів з касами. Вартість квитка становила 15 копійок. Парк був відкритий щосереди, щочетверга, щосуботи і щонеділі, а інші дні тижня були санітарними. Парк закривався об 11 годині вечора.
1933 року в парку були споруджені літня естрада, дитячий майданчик і тир.
До 1934 року парк розширився до 27 га. 1936 року розпочалося будівництво міського стадіону, дитячої залізниці та фонтану. Тоді ж встановили 48-метрову парашутну вишку.
1937 року в парку розпочала роботу Мелітопольська дитяча залізниця імені Лазаря Кагановича. Вона мала паровоз, склад із шести вагонів, дві станції («Піонерська» і «Імені Павлика Морозова») і депо. Нині про зруйновану під час війни дитячу залізницю в парку нагадує лише корпус гімназії № 10, розташований у будівлі колишньої станції «Піонерська». У 1939 році в парку був відкритий шкільний дитячий майданчик.
Під час німецько-радянської війни мелітопольський парк не раз бував полем бою, через що його споруди і насадження сильно постраждали. Тоді парк був практично знищений авіанальотами: завдано шкоди великій кількості зелених насаджень та зруйновано дитячу залізницю, від неї лишилася тільки будівля вокзалу (нині — гімназія № 10).

### Парк у післявоєнний період

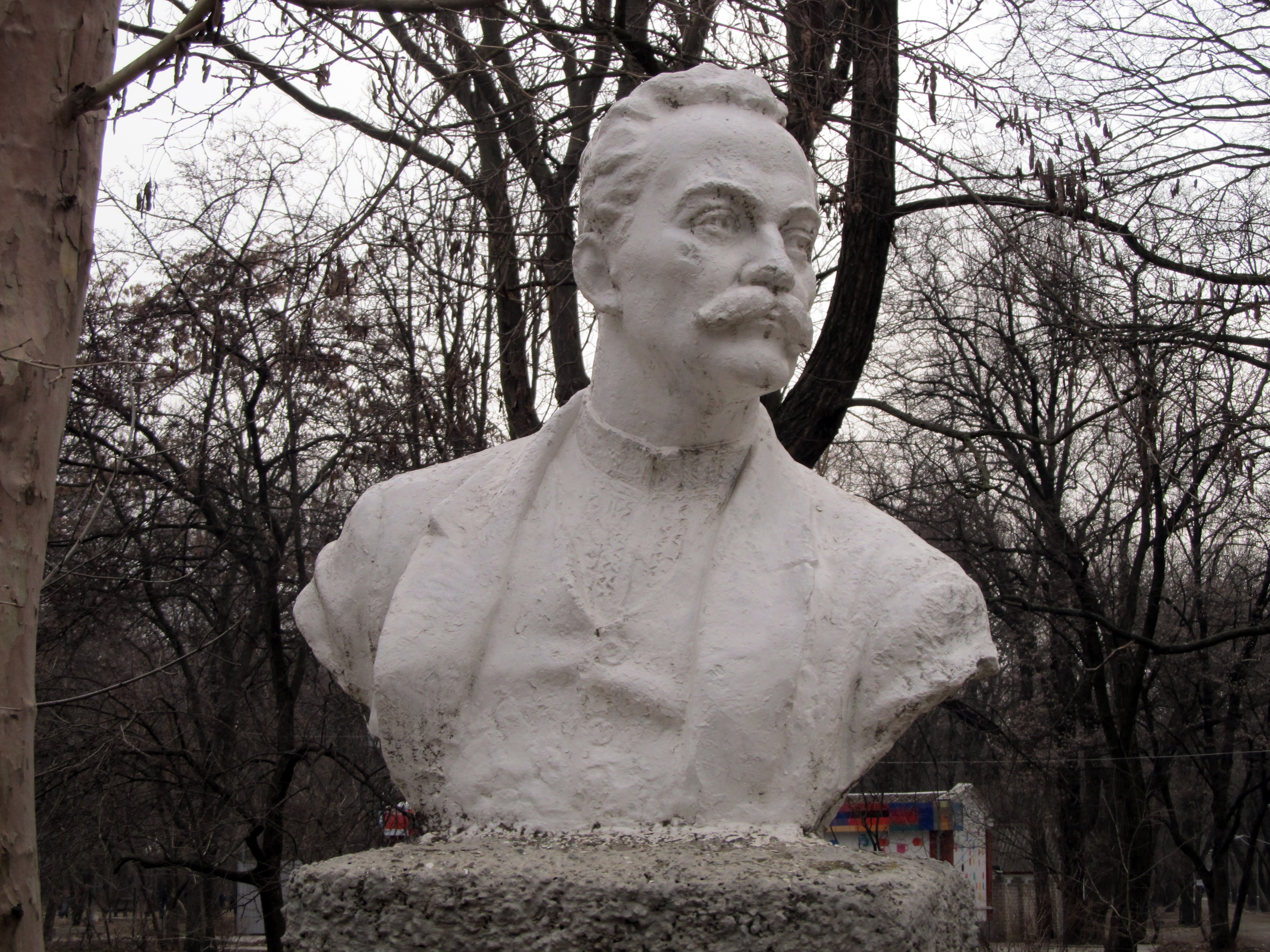
Погруддя Івана Франка у парку

Після війни парк був відновлений. У 1954 році Мелітопольського міськвиконком ухвалив рішення про відкриття в парку літнього кінотеатру на базі літнього театру, який «використовується не більш ніж 8-10 днів на місяць для проведення заходів». У 1960—1970-х роках великий комплекс робіт з благоустрою парку був проведений під керівництвом директора М. В. Осянина.
29 січня 1966 року парк був оголошений пам'яткою садово-паркового мистецтва. 1968 року своїм рішенням Міськвиконком дозволив Мелітопольському тресту столових установку кафе «Левада» на території парку поряд з наявним рестораном.
Парк перейменований у Новоолександрівський у жовтні 2020 року в межах кампанії декомунізації, спричиненої російським вторгненням в Україну.

## Флора
У парку росте близько 50 видів дерев і близько 30 видів чагарників. З дерев це дуб звичайний, біла акація (включно з кулястою формою), софора японська, айлант найвищий, гледичія колюча, липа дрібнолиста, гіркокаштан звичайний, різні види клена, берези, тополі, сосни; з чагарників — жовта акація деревоподібна, бирючина звичайна, ялівець козацький, бузок звичайний. Деякі дерева мають вік близько 80 років. З екзотів зустрічаються тис звичайний, маклюра помаранчева, церцис європейський, форзиція поникла.

## Пам'ятки та атракціони

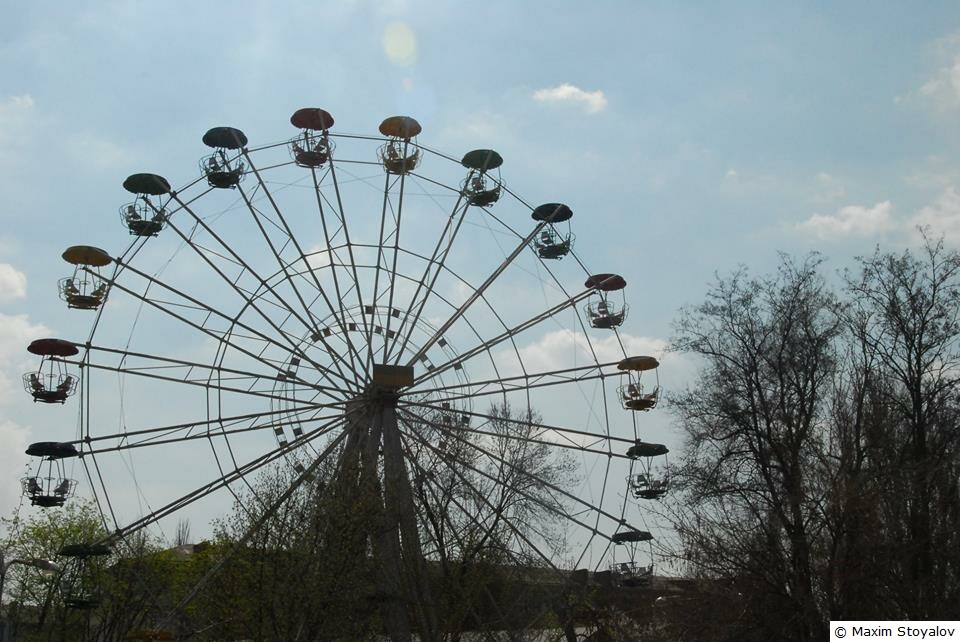
«Колесо огляду»

У парку працюють 16 атракціонів, серед яких «Колесо огляду», «Веселі гірки», «Ромашка», «Човники», «Сонечко», дитячі майданчики, тир, кав'ярня і гральні автомати. Здаються напрокат більярдні та тенісні столи, настільні ігри. По парку курсує «Веселий експрес».

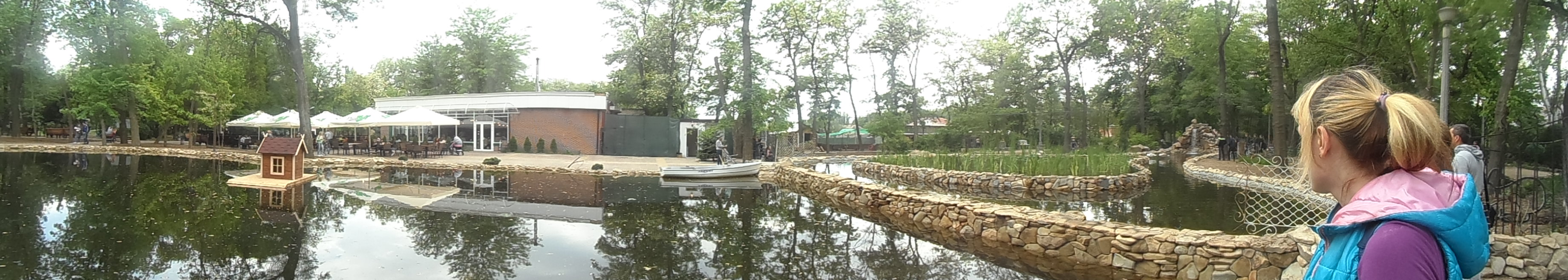
Пруд у парку

У центрі парку знаходиться «Поляна Казок», на якій зібрані дерев'яні скульптури на казкові сюжети, створені мелітопольськими майстрами. У парку діють літня естрада, зоовернісаж, музей історії парку, танцмайданчики, кафе. Парк є традиційним місцем проведення дитячих свят, виступів мелітопольських бардів, зустрічей любителів шахів.
У 2005—2006 роках Новоолександрівський парк входив до числа 8 парків України нагороджених почесною відзнакою «Золоте дерево».

## Галерея

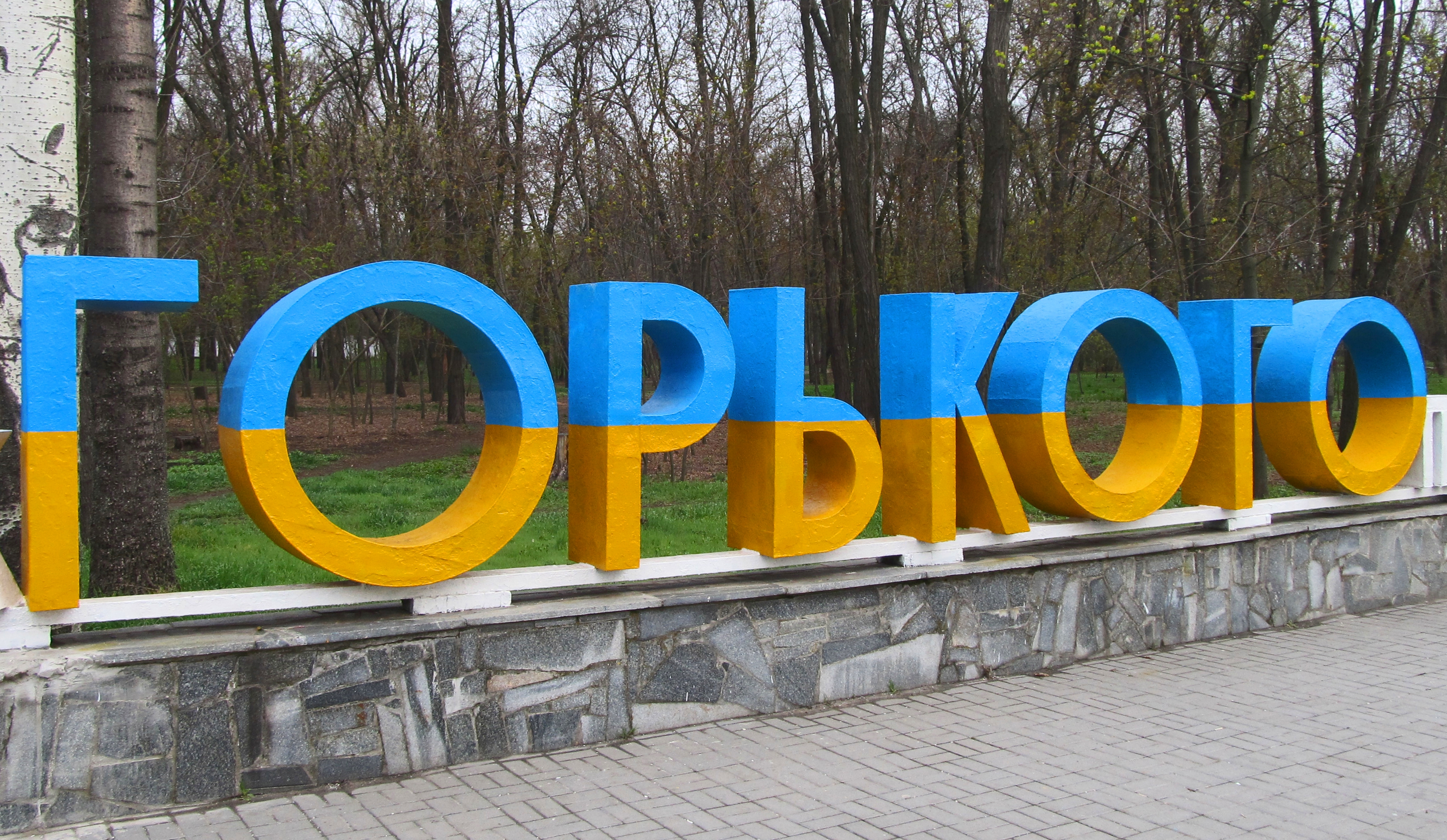
Вхід у парк з проспекту Богдана Хмельницького
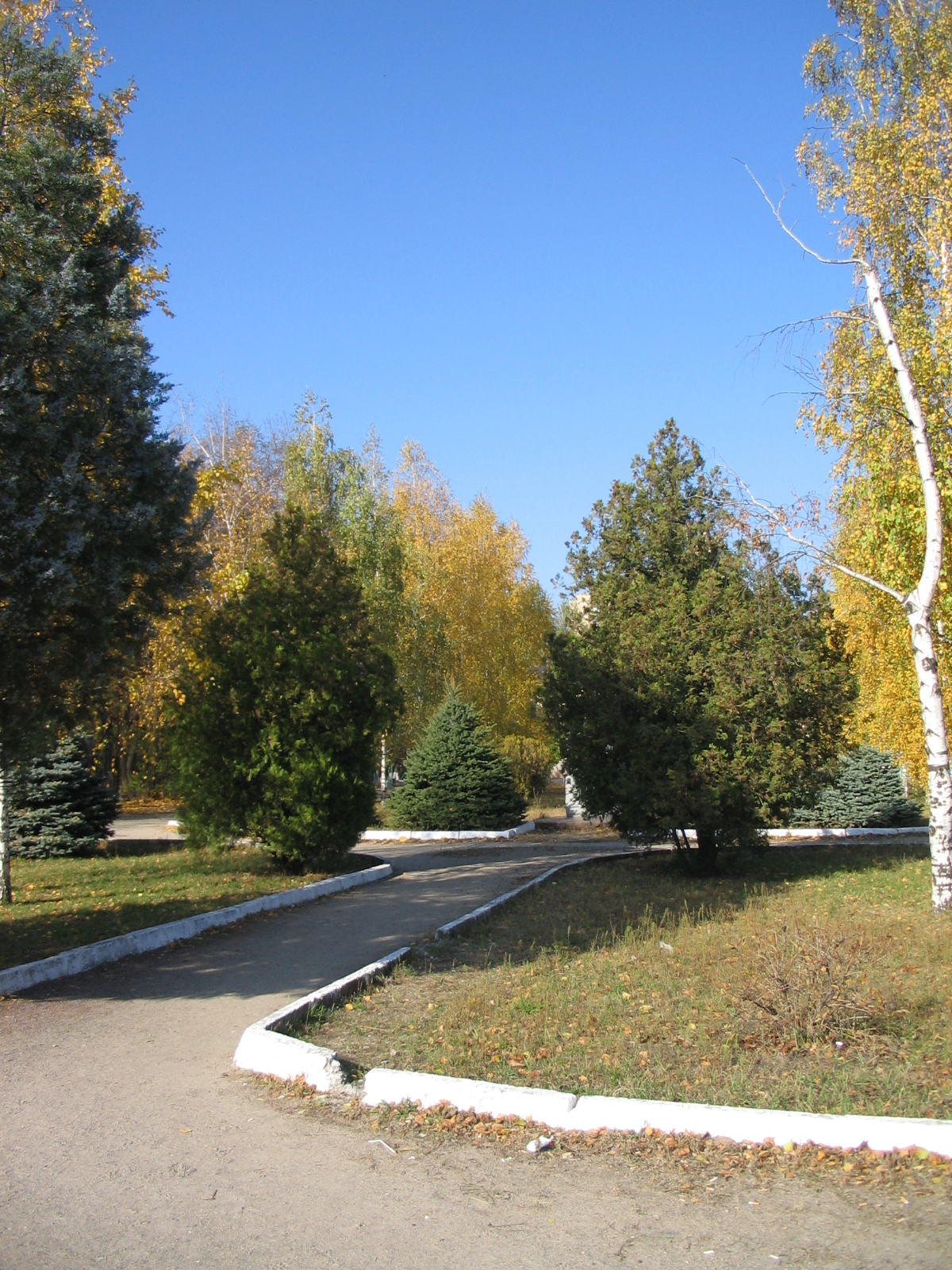
Алеї парку
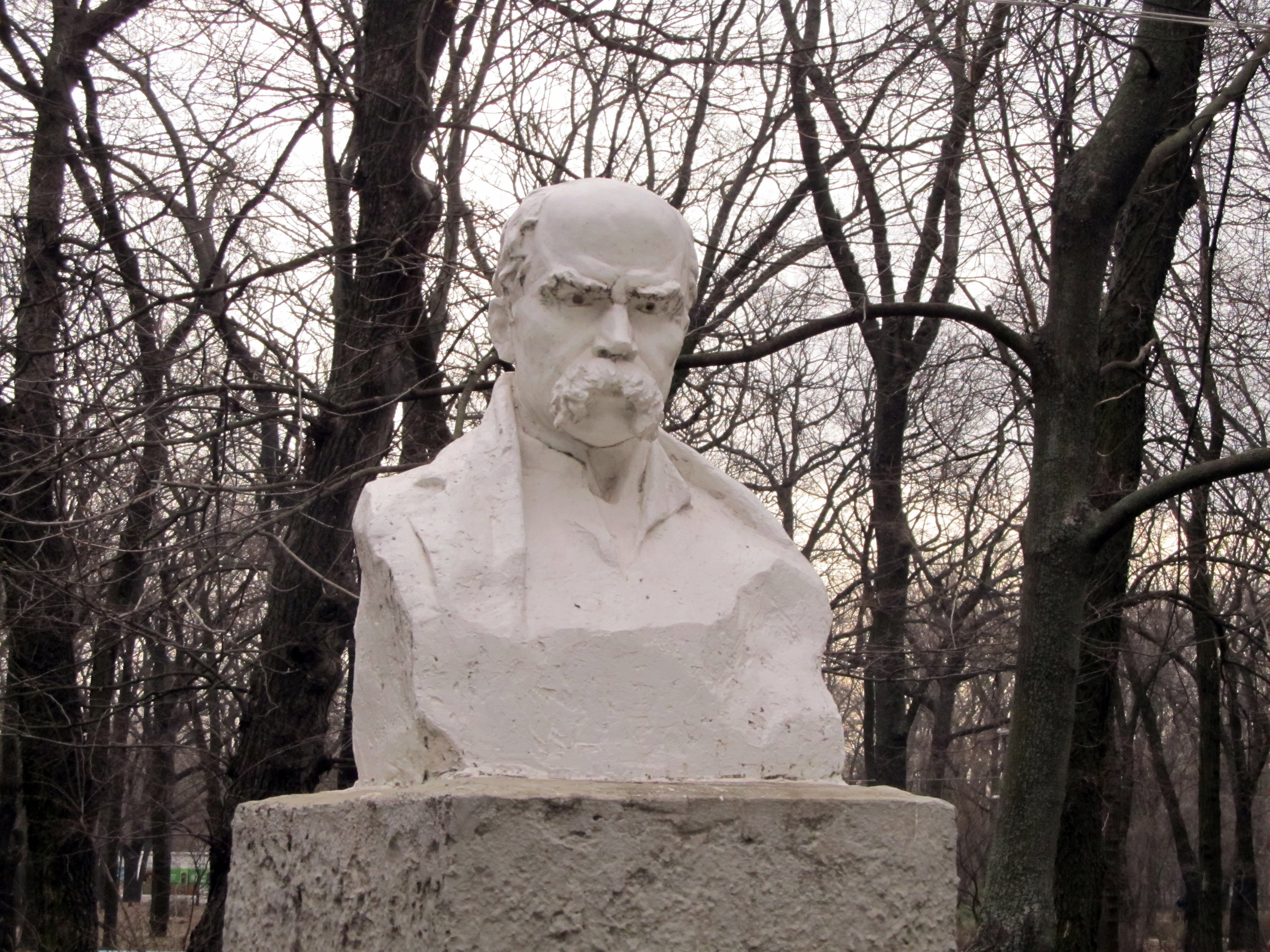
Бюст Тарасові Шевченку
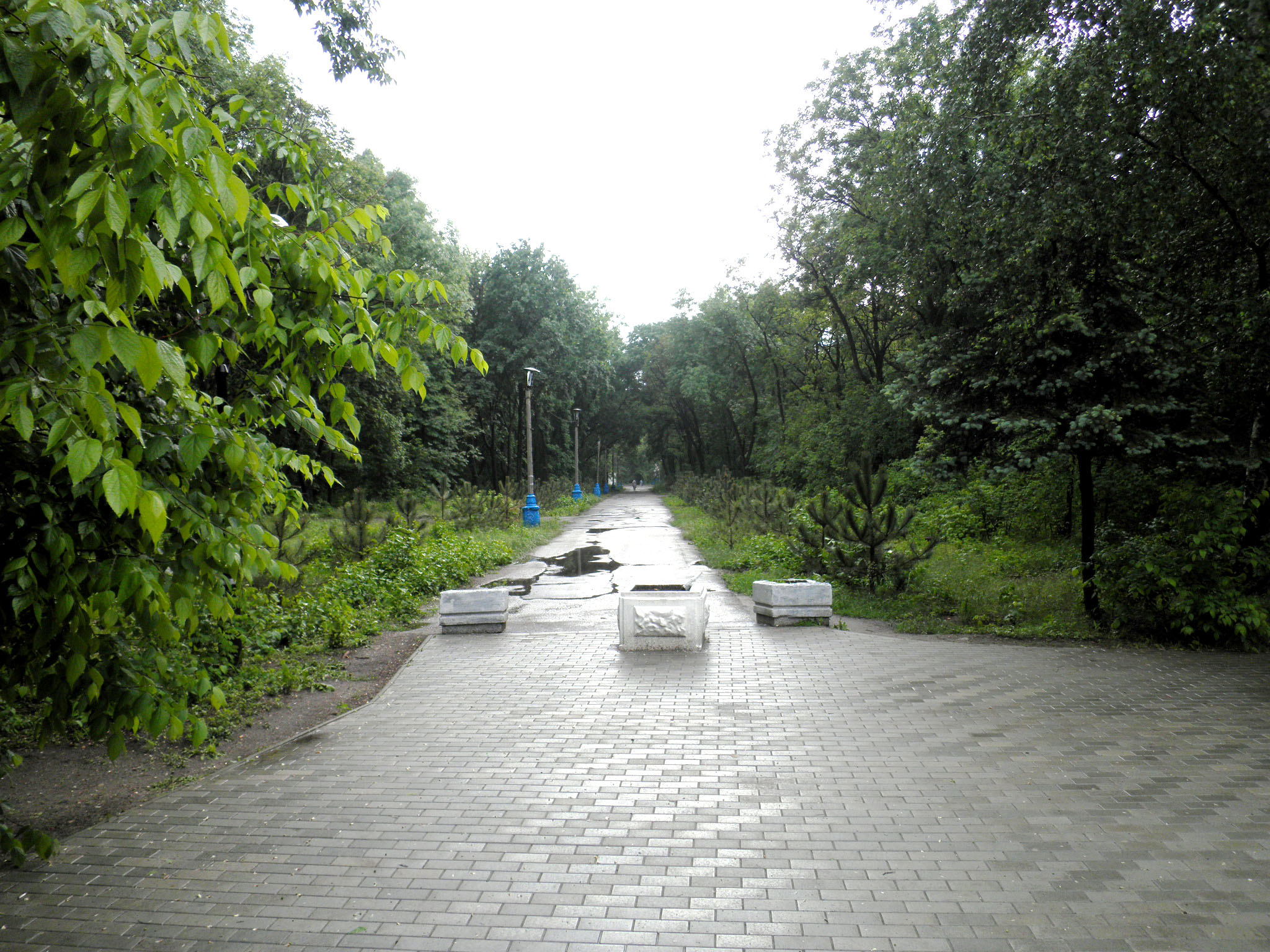
Алеї парку
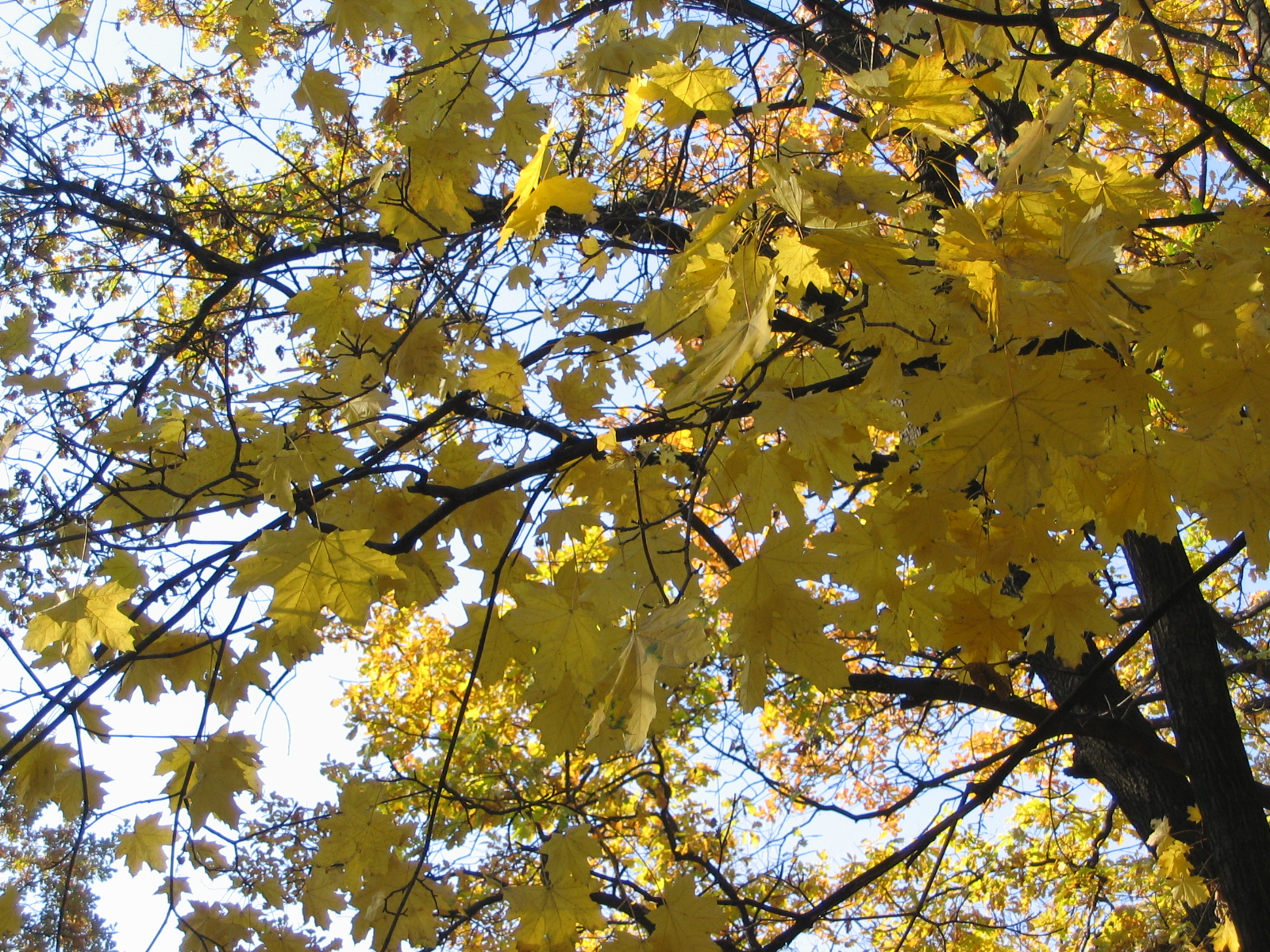
Клени
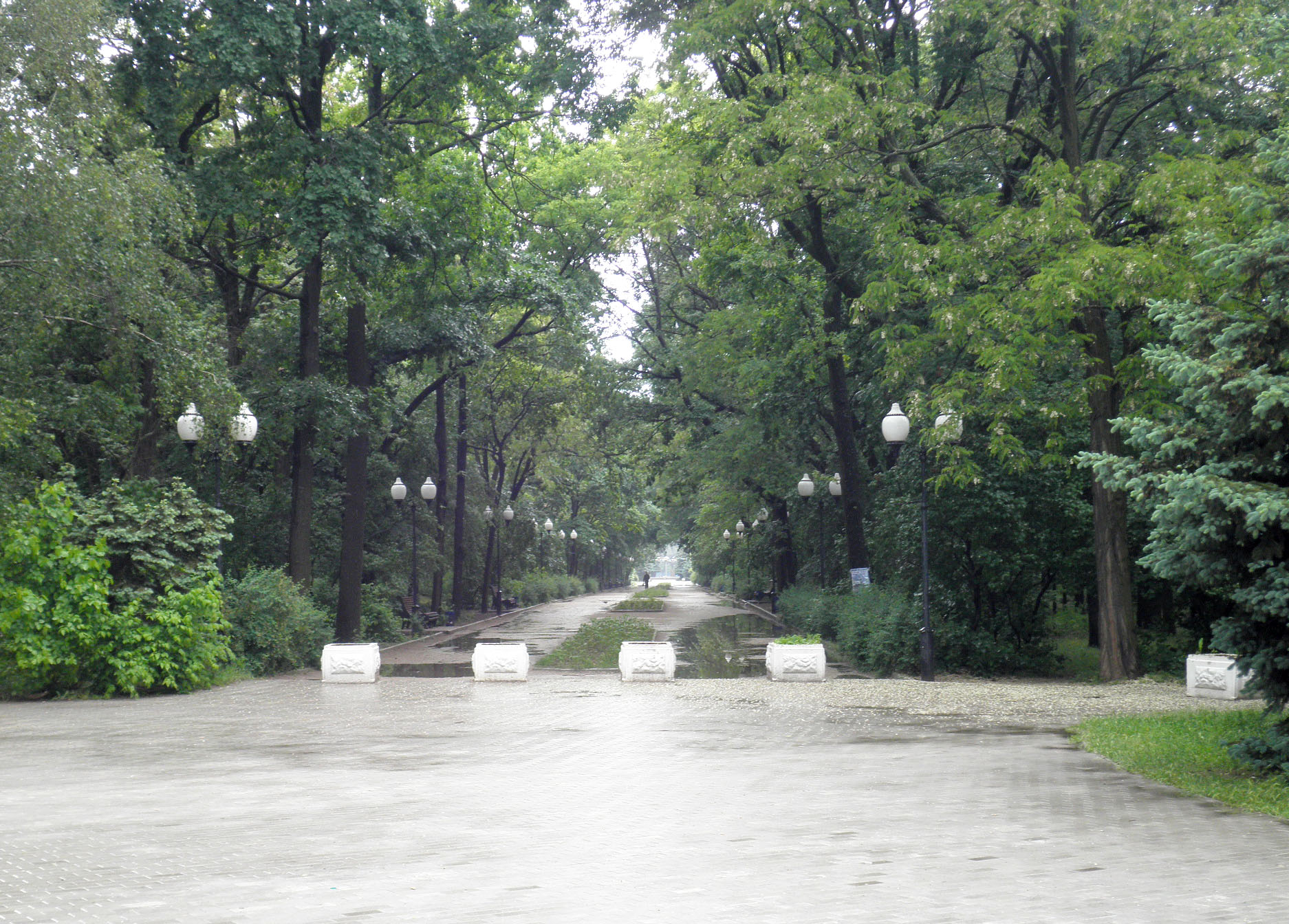
Центральна алея парку
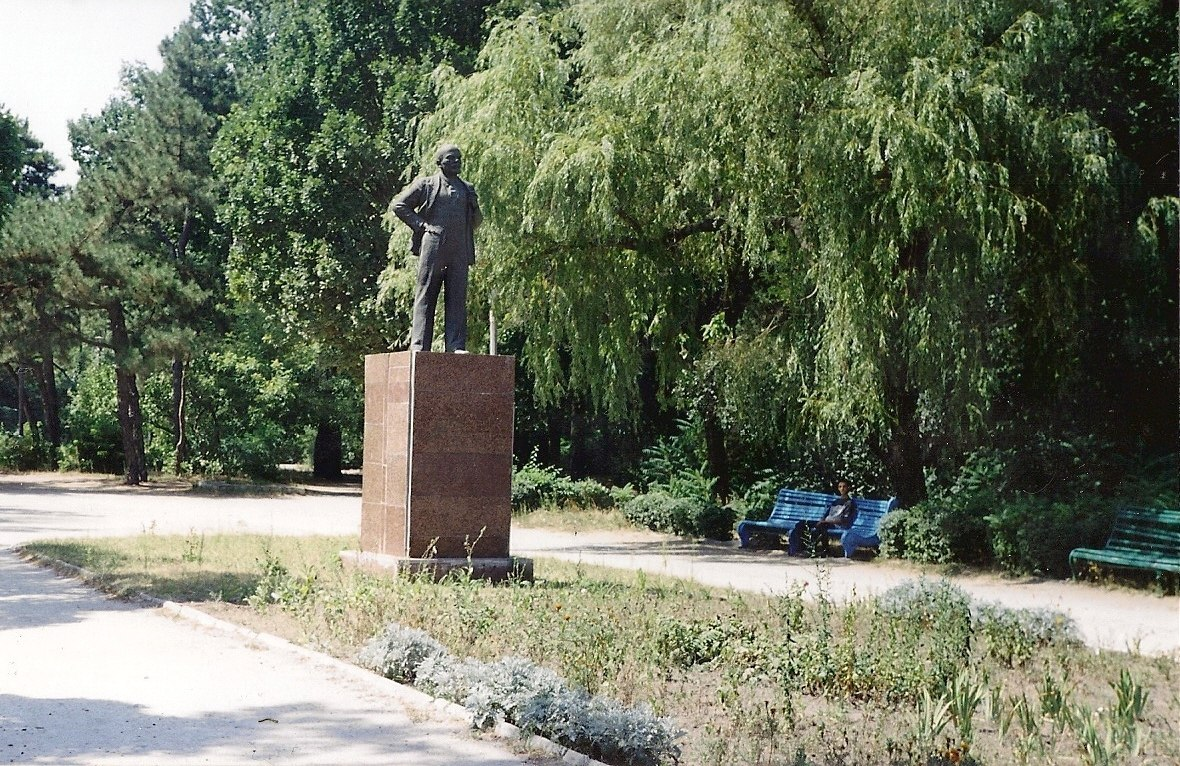
Колишній пам'ятник Леніну